# DeTour Village
DeTour Village est un village du comté de Chippewa, dans l'État du Michigan, aux États-Unis. En 2020, il comptait une population de 263 habitants.